# 수세 리눅스 엔터프라이즈
수세 리눅스 엔터프라이즈(SUSE Linux Enterprise, SLE)는 SUSE가 개발한 리눅스 기반 운영 체제이다. 서버와 메인프레임용 제품인 서버(SLES), 워크스테이션과 데스크톱 컴퓨터용 제품인 데스크톱(SLED)으로 구분된다. 주요 버전은 3~4년 주기로 출시되며 마이너 버전(일명 서비스팩)은 약 12개월마다 출시된다. 수세 리눅스 엔터프라이즈 제품들은 업스트림 오픈수세 커뮤니티 제품보다 더 강력한 테스트를 받으며 기업형 제품으로 출시하기 위해 오직 안정된 구성 요소 버전들만을 포함시킨다.
다른 수세 리눅스 엔터프라이즈 제품들과 동일한 코드 기반으로 개발된다.
IBM의 왓슨은 SLES를 사용하여 IBM의 POWER7 시스템들에서 빌드된다.

## 같이 보기
- 수세 리눅스
- 노벨 오픈 엔터프라이즈 서버
- 리눅스 온 IBM Z
- 리눅스 배포판 비교
- 레드햇 엔터프라이즈 리눅스